# 庇萨尼宫
庇萨尼宫（Palazzo Pisani Moretta）是意大利威尼斯的一座宫殿，坐落在圣保罗区大运河畔，介于巴尔巴里戈宫（Palazzo Barbarigo della Terrazza）和提埃波罗宫（Palazzo Tiepolo）之间。

## 历史
该建筑由本博家族建于十五世纪下半叶，但很快成为贵族庇萨尼家族一个分支的住所。这座宫殿经过了几个世纪的整修、改造和扩建，最终在十八世纪形成为目前的面貌。许多珍贵的室内装饰品可以追溯到十八世纪。过去的客人包括重要的历史人物，如俄国沙皇保罗一世以及神圣罗马帝国皇帝约瑟夫二世。
庇萨尼宫由庇萨尼家族拥有，直到1880年家族绝嗣。
室内房间由提埃波罗等巴洛克艺术家装饰。保罗韦罗内塞的不朽绘画《大流士家族在亚历山大面前》曾收藏于此，歌德在1786年10月8日曾在此欣赏，1857年被伦敦国家美术馆收购。
在狂欢节期间，它举办一年一度的化装舞会总督舞会（Il Ballo del Doge）。

## 描述
该建筑的立面为威尼斯哥特式，面向运河。